# Sport Clube Verdun
El Sport Clube Verdun es un equipo de fútbol de Cabo Verde que juega en campeonato regional de Sal, una de las ligas regionales que conforman el fútbol del país, es un club de la localidad de Pedra de Lume.

## Palmarés
- Campeonato regional de Sal: 2

1979-80 y 2013-14
- Supercopa de Sal: 2

2000, 2014

## Jugadores y cuerpo técnico

### Plantilla y cuerpo técnico (2016-17)
Fuente página Facebook